# Weddingen
Weddingen ist ein Stadtteil von Goslar im Landkreis Goslar, Niedersachsen (Deutschland).

## Geographie

### Lage
Weddingen liegt etwa zehn Kilometer nördlich der Kreisstadt Goslar und rund sechs Kilometer westlich von Vienenburg an der Bundesstraße 82 zwischen dem Südteil des Salzgitter-Höhenzugs im Westen und dem Harly-Wald im nördlichen Harzvorland auf einer Höhe von 170 m ü. NHN. Etwa einen Kilometer südlich ist Immenrode zu erreichen, weiter in der Umgebung sind die Doppelortschaft Döhren im Nordwesten, Beuchte im Nordosten und das zu Vienenburg gehörige Kloster Wöltingerode befindlich.

### Nachbarorte
| Liebenburg Döhren | Gielde Wehre                                | Schladen Lengde Beuchte |
| Dörnten           | Kompassrose, die auf Nachbargemeinden zeigt | Wiedelah                |
| Hahndorf Goslar   | Immenrode Oker                              | Wöltingerode Vienenburg |

## Geschichte
Im Jahr 1053 wurde Weddingen, im Leragau liegend, in einer Urkunde des römisch-deutschen Kaisers Heinrich III. (1016–1056) als „Witungen“ erstmals erwähnt. Im 13. Jahrhundert unterhielt der Deutsche Orden einen bedeutenden Sitz in Weddingen und verlegte schließlich seine Goslarer Kommende nach Weddingen. Das Wappen von Weddingen zeigt heute noch das Ordenskreuz.
Im 17. Jahrhundert verlor der Deutsche Orden zusehends an Einfluss, sodass der „Komturhof“ ab dem Dreißigjährigen Krieg mehrmals verpachtet wurde. Zuletzt fiel das Anwesen 1815 an das Königreich Hannover.

### Eingemeindungen
Zwischen der Gemeindereform, die am 1. Juli 1972 in Kraft trat, und dem 1. Januar 2014 gehörte Weddingen zur Stadt Vienenburg, bevor diese ihrerseits nach Goslar eingemeindet wurde.

### Einwohnerentwicklung
| Entwicklung | Jahr | Einwohner |
| --- | ---- | --------- |
| Die zur Anzeige dieser Grafik verwendete Erweiterung wurde dauerhaft deaktiviert. Wir arbeiten aktuell daran, diese und weitere betroffene Grafiken auf ein neues Format umzustellen. (Mehr dazu) |      |           |
| 2011 | 638  |           |
| 2013 | 634  |           |
| 2014 | 608  |           |
| 2015 | 612  |           |
| 2016 | 596  |           |
| 2017 | 597  |           |
| 2018 | 587  |           |
| jeweils zum 31. Dezember des Jahres Quelle: bis 2015, ab 2016. |      |           |

## Politik

### Stadtrat und Bürgermeister
Auf kommunaler Ebene wird Weddingen vom Stadtrat aus Goslar vertreten.

### Ortsvorsteher
Der Ortsvorsteher von Weddingen ist Gerd Schäfer (SPD).
(Stand: Kommunalwahl 2021)

### Wappen
Der Gemeinderat Weddingen beschloss am 6. Dezember 1960 das nachstehend beschriebene Wappen, das der Verwaltungspräsident in Braunschweig am 13. März 1961 genehmigte.
„Im schwarz-golden gevierten Schild ein schwebendes Tatzenkreuz in verwechselten Farben.“
Der Deutsche Orden verlegte im 13. Jahrhundert seinen Komturhof von Goslar nach Weddingen. Ordenszeichen des Deutschen Ordens war ein schlichtes schwarzes Kreuz auf weißem Grund, was in späteren Zeiten mit verbreiterten Enden gezeichnet wurde. Das bezeichnet man als Tatzenkreuz. Schwarz-Gold sind die Stadtfarben von Goslar.

## Kultur und Sehenswürdigkeiten
Bauwerke
- Die evangelische Ortskirche wurde 1786 von der Ordenskommende des Deutschen Ordens auf den Grundmauern einer Vorläuferkirche errichtet[8]

## Töchter, Söhne, Auswanderer

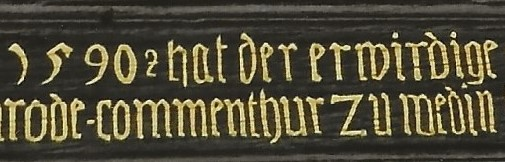
1590 ... Wedin, Inschrift im Torbalken der Komtur Weddingen

Der Deutsche Orden trug früh in der Gegend zum Fortgehen von Weddinger Untertanen bei, ein Zeugnis ist das Ziehen einer Familie Wedin, die nach ihrem Herkunftsort Weddin(gen) benannt wurden. Sie zogen, womöglich in der Königspfalz Werla rekrutiert, in die von Heinrich dem Löwen christianisierten Orte ins Slawenland nach Peckatel in Mecklenburg-Strelitz. Die von Holstein waren sowohl in Immenrode als auch in Klein Vielen (Peckatel) Lehnsherren. Der im Landkreis Mecklenburgische Seenplatte an einer strategischen Furt liegende Wedensee an der Landhemme die „Isern Purt“ (heute Brücke B 193) wurde nach der deutschen Schultzenfamilie Weden benannt.